# Kirk Douglas
Kirk Douglas (nacido como Issur Danielovitch; Amsterdam, Nueva York, 9 de diciembre de 1916-Beverly Hills, California, 5 de febrero de 2020) fue un actor y productor de cine estadounidense. Entre sus papeles, destacaron su interpretación del pintor Vincent van Gogh en Lust for Life (1956) y su papel protagonista en Espartaco (1960). Por su extensa y reconocida carrera, recibió un premio Óscar honorífico en 1996. Fue padre del actor Michael Douglas.
Fue el penúltimo intérprete de más edad del cine clásico de Hollywood, tras la actriz Olivia de Havilland (fallecida 5 meses después que él), al superar ambos los 103 años de edad.

## Biografía
Douglas nació como Issur Danielovitch el 9 de diciembre de 1916 en Ámsterdam, Nueva York, hijo de Bryna «Bertha» (de soltera Sanglel) y Herschel «Harry» Danielovitch. Sus padres eran campesinos judíos, procedentes de Chavusy, en la región de Maguilov, en el Imperio ruso (actualmente, en Bielorrusia). Su padre se ganaba la vida vendiendo alimentos y madera en las calles de Amsterdam, Nueva York. Pero eso no alcanzaba para mantener a seis hijas y un hijo varón, por lo que Kirk Douglas tuvo que empezar a trabajar desde muy joven, pues aún iba al colegio. En aquel entonces, vendía refrescos y dulces en la calle y también repartió periódicos durante una temporada. Su padre abandonó el hogar familiar cuando Kirk tenía cinco años.
Kirk Douglas tuvo su primer contacto con el mundo de la actuación en la escuela primaria y en el instituto de educación secundaria (Wilbur Lynch High School), donde ganó una medalla por recitar el poema Across the Border. En ese mismo tiempo, se inició en la oratoria y el debate, uniéndose al equipo del instituto.
A los diecisiete años, terminó la secundaria y quiso matricularse en la universidad. Pero su salario de dependiente (por aquel entonces trabajaba en unos almacenes) no le alcanzaba para ingresar. Aun así, Douglas decidió solicitar su admisión en la St. Lawrence University de Nueva York directamente al decano, que le aceptó en la universidad a cambio de que Douglas trabajase allí como jardinero (posteriormente como bedel) mientras estudiase allí. Douglas estuvo en St. Lawrence desde 1935 hasta 1939, donde se graduó en letras con un título de «Bachelor of Arts» (equivalente al actual grado en Filosofía y Letras).

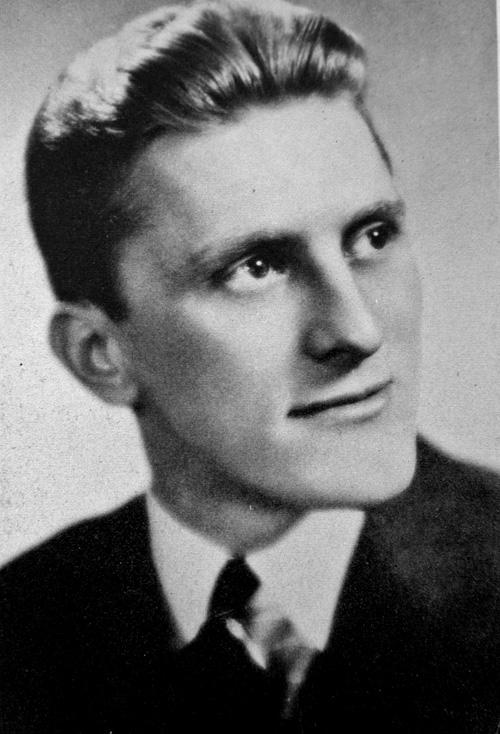
Foto de graduación universitaria de Kirk Douglas en 1939

En esos cuatro años de universidad, Douglas además destacó en otras actividades, en especial en lucha libre, llegando a ser campeón invicto del St. Lawrence y ganador del Campeonato de Lucha Libre Universitario. Se dedicó también al debate y al teatro, uniéndose al grupo de teatro de la universidad, The Mummers. Durante un verano participó en un número teatral de una feria, actuando como luchador, como el propio Kirk Douglas describió: «Teníamos un número donde yo era un chico del público que salía al escenario para enfrentarse al campeón. A efectos interpretativos fue un gran aprendizaje».
Tras graduarse en la Universidad de St. Lawrence, consiguió una beca en la Academia Norteamericana de Arte Dramático de Nueva York, lugar en el que permaneció hasta 1939, con veintitrés años de edad. Durante su estancia allí, Douglas impartía clases de arte dramático a los niños del centro y, durante los veranos, trabajaba en teatros veraniegos como actor de repertorio. Fueron sus inicios en la actuación como profesional, y fue durante esta época en la que Kirk Douglas adoptó su nombre artístico. Fue también allí, en la Academia Norteamericana de Arte Dramático, donde Douglas conoció a Lauren Bacall.
Douglas centró entonces su objetivo en los escenarios teatrales de Broadway, donde debutó en 1941 en una obra llamada Spring Again, protagonizada por sir Charles Aubrey Smith, y en 1942 participó como regidor en la obra Las tres hermanas de Katharine Cornell. Ese mismo año fue llamado al servicio militar, y se incorporó a la Armada de los Estados Unidos, incorporándose a la escuela de guardamarina de la Notre Dame University, donde se graduó como alférez. Acto seguido fue destinado a la Unidad Antisubmarina 1139, en el océano Pacífico, donde estuvo 2 años (1942-1943) como oficial de telecomunicaciones.
Cuando fue licenciado con honores, volvió a Nueva York y en casa de una amiga[cita requerida] hojeó una revista (Life), donde aparecía una hermosa modelo y actriz llamada Diana Dill, con quien además había coincidido en la American Academy of Dramatic Arts, y con quien se casaría el 2 de noviembre de 1943. La pareja tuvo dos hijos: Michael y Joel.

### Camino al estrellato

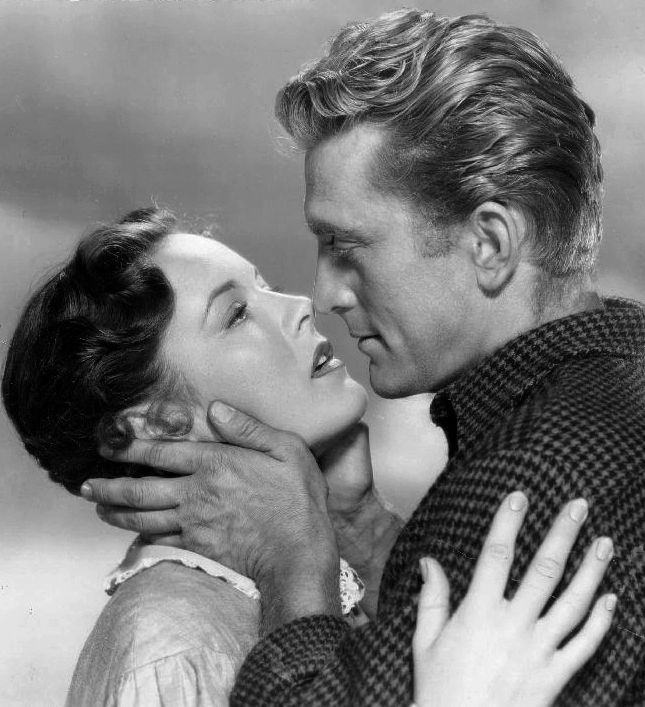
Kirk Douglas a los treinta y seis años y con Eve Miller en La ley de la fuerza (The Big Trees), de 1952.

Tras su regreso a Nueva York, Douglas participó en una obra de teatro llamada Kiss and Tell, junto con Joan Claufield, donde sustituyó a Richard Widmark. Posteriormente, trabajó en Trío, de Dorothy Baker, y trabajó también en la radio como intérprete. Pero el debut de Douglas en el cine se produjo gracias a la ayuda de Lauren Bacall, que recomendó a Douglas a Hal B. Wallis, productor y cazatalentos de la Paramount. El resultado de esto fue una prueba, junto con, entre otros, Montgomery Clift y Richard Widmark (para los tres sería su primera aparición en el cine), para la película The Strange Love of Martha Ivers, prueba de la que Douglas salió victorioso, obteniendo el papel de Walter, esposo de la protagonista.
En 1947, Wallis cedió los derechos de Douglas a la productora RKO para dos largometrajes; Retorno al pasado y A Electra le sienta bien el luto. Después, Kirk Douglas pasó a trabajar para la 20th Century Fox, donde debutaría en 1948 con Murallas humanas, y trabajaría para directores como Joseph L. Mankiewicz, en Carta a tres esposas.
En 1949 su carrera da un giro cuando interpreta a un boxeador en la película Champion, de Mark Robson, donde por su realista interpretación es nominado al Óscar al mejor actor. Douglas había rechazado un papel en El gran pecador, con Ava Gardner y Gregory Peck (y un sueldo de 50 000 dólares), para apostar por la producción de Stanley Kramer y Robson. La película, que ganó un Óscar al mejor montaje, fue la que sirvió a Douglas para mostrar, por primera vez, su carácter a la hora de actuar.
Kirk se hizo conocido por su temperamental carácter y sus ideas de izquierda, que le granjearon enemistades dentro de la alta cúpula de Hollywood y frenaron su carrera y reconocimientos justificados.[cita requerida] Pero su carácter no sólo le granjeó enemigos; el director de cine Vincente Minnelli dijo que «trabajar con Kirk Douglas en las tres películas que hicimos juntos fue, hasta donde me alcanza la memoria, la colaboración más gratificante y estimulante de mi vida». El mismo director llegó a definir a Kirk Douglas en su faceta profesional: «Kirk Douglas se caracteriza por un vigor y una energía incansable, por su disposición a probarlo todo y por el desinterés absoluto que le merece su aspecto físico. Eso de ser el héroe guapo le trae sin cuidado. Su entusiasmo y su entrega al proyecto son contagiosos».
En 1951, Diana Douglas solicitó el divorcio a Kirk Douglas, debido a las infidelidades del actor, que tuvo conocidos romances con Pier Angeli, Ann Sothern, Marlene Dietrich, Rita Hayworth, Gene Tierney, Joan Crawford, Patricia Neal, Mia Farrow y Faye Dunaway, como el propio Douglas escribe en su autobiografía. Además, Douglas tuvo romances tras su divorcio con, entre otras, Terry Moore y Debbie Reynolds. El 29 de mayo de 1954, Douglas se casó por segunda vez con Anne Mars Buydens, una agente de prensa a quien conoció durante el rodaje de Act of Love, y con quien tuvo dos hijos, Peter y Eric.

### Actor consagrado

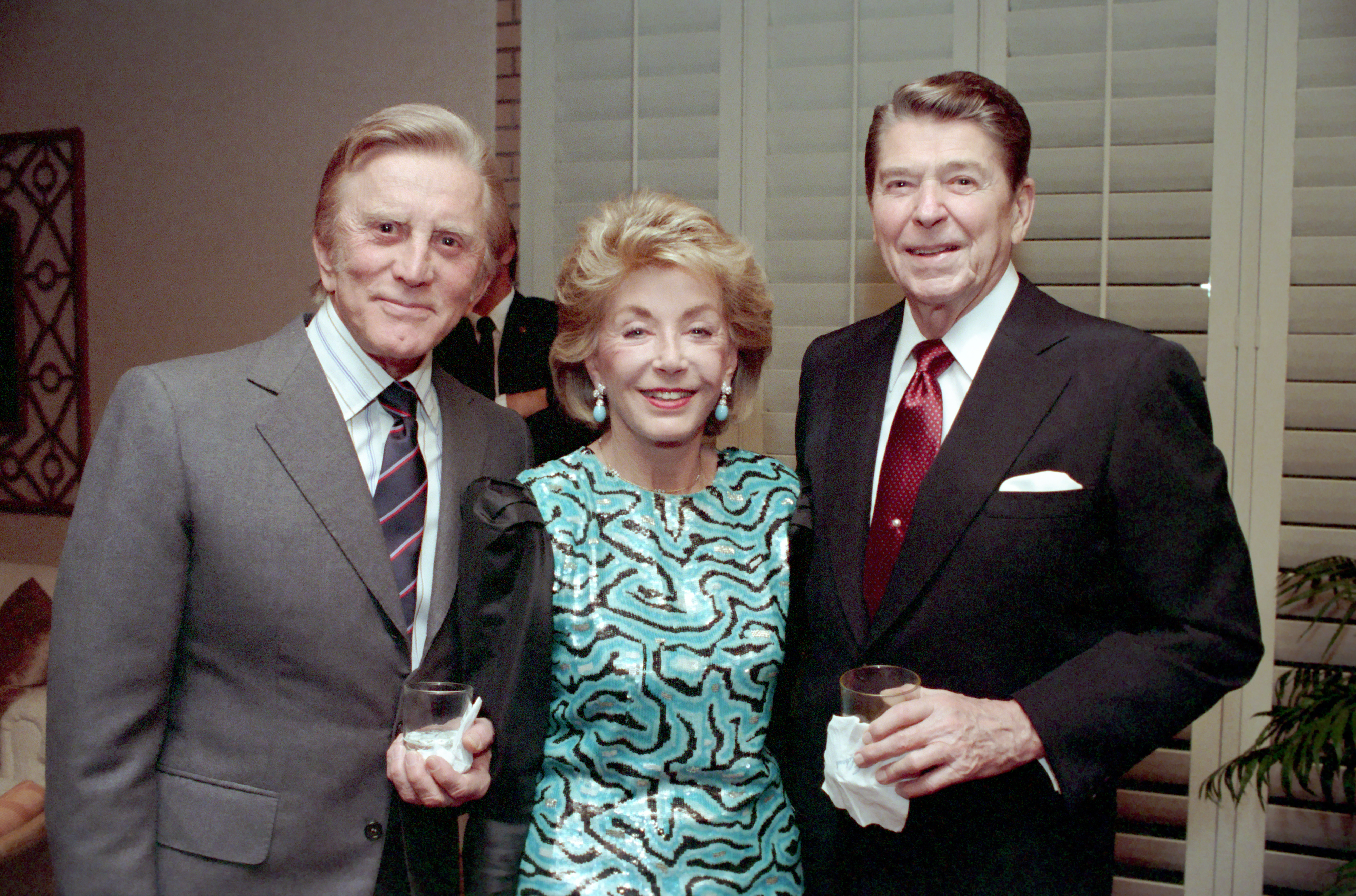
Kirk Douglas a los setenta y un años, con su esposa Anne Buydens y el presidente Ronald Reagan.

En 1954, Douglas participó en la superproducción de Walt Disney 20000 leguas de viaje submarino, por la que ganó 175 000 dólares. Este fue su mayor éxito desde Champion. En los años posteriores, participó en producciones como La pradera sin ley, de King Vidor y Hombres temerarios, de Henry Hathaway. En 1955, Douglas fundó su propia productora cinematográfica, Bryna, llamada así en honor a su madre, y realizó su primera película como productor: Pacto de honor, dirigida por André De Toth.
El loco del pelo rojo (1956) significó para Douglas el reconocimiento de la crítica, al obtener el premio al mejor actor del año del Círculo de Críticos de Nueva York. Catherine de la Roche dijo de Douglas que «su temperamento formidable, combinado aquí con una gravedad no perceptible en otros trabajos, le permite crear una caracterización llena de autoridad, verdad y momentos de genuina tragedia». Posteriormente, en 1957, participó en Duelo de titanes, de John Sturges, compartiendo protagonismo con Burt Lancaster y Hal Wallis, dando vida a Doc Holliday.
Stanley Kubrick se fijó entonces en Douglas para Senderos de gloria, y le ofreció 350 000 dólares, lo que suponía un tercio del presupuesto total del proyecto. Douglas, que interpretó a un coronel del ejército francés encargado de la defensa en el juicio militar de tres de sus hombres, fue crucial para la realización de la película, dado que Stanley Kubrick no encontró estudio dispuesto a financiar la cinta hasta que Kirk Douglas (junto con su productora, Bryna) aceptó su papel en ella.
En 1958, Bryna produjo, y Douglas protagonizó, Los vikingos, y en 1959, Hal B. Wallis volvió a pensar en Douglas para participar en otro wéstern de John Sturges, El último tren de Gun Hill, dado el previo éxito de Duelo de titanes, del mismo director. Douglas volvió a la producción con Espartaco, película que también protagonizó y cuyo presupuesto inicial alcanzó los 12 millones de dólares, obteniendo cuatro premios Óscar de la Academia, si bien el rodaje atravesó varios problemas y llevó más de un año.
Douglas contrató a Dalton Trumbo para la adaptación del libro Spartacus, de Howard Fast, y consiguió (con la ayuda de Charles Laughton y Lawrence Olivier) que su nombre apareciese en los créditos, pese al veto al que el guionista estaba sometido (Dalton Trumbo era uno de Los diez de Hollywood). Posteriormente, Kirk Douglas acudió a la productora United Artists, cuya respuesta fue negativa, pues la productora tenía en proyecto la producción de The Gladiators, de historia similar. Finalmente, Douglas encontró apoyo en Universal Pictures para la producción de la cinta.
La década de los 60 continuó para Douglas con Un extraño en mi vida (1960), y El último atardecer (1961), y con la producción de películas propias, que no funcionaron muy bien: Ciudad sin piedad, Los valientes andan solos (1962), Dos semanas en otra ciudad, Silencio de muerte (1963), Tres herederas (1963), El último de la lista (1963) y Siete días de mayo (1964). En 1963, Douglas volvió a Broadway para protagonizar One Flew Over the Cuckoo's Nest (Alguien voló sobre el nido del Cuco), e incluso intentó llevar a cabo una adaptación cinematográfica, aunque no consiguió apoyo, así que cedió los derechos de la novela a su hijo Michael, cuya posterior versión cinematográfica con Jack Nicholson resultó un éxito.
La vuelta de Kirk Douglas a la gran pantalla compartió temática militar: Primera victoria y Los héroes de Telemark en 1965, y La sombra de un gigante y ¿Arde París? en 1966. Posteriormente, el intérprete participó en dos western no muy exitosos: Camino de Oregón (1967), con Richard Widmark y Robert Mitchum, y Ataque al carro blindado, (1967), con John Wayne. Fue en 1969 cuando Kirk Douglas volvió a conseguir la aclamación de la crítica, con su papel en El compromiso (1969).

### 1970 en adelante

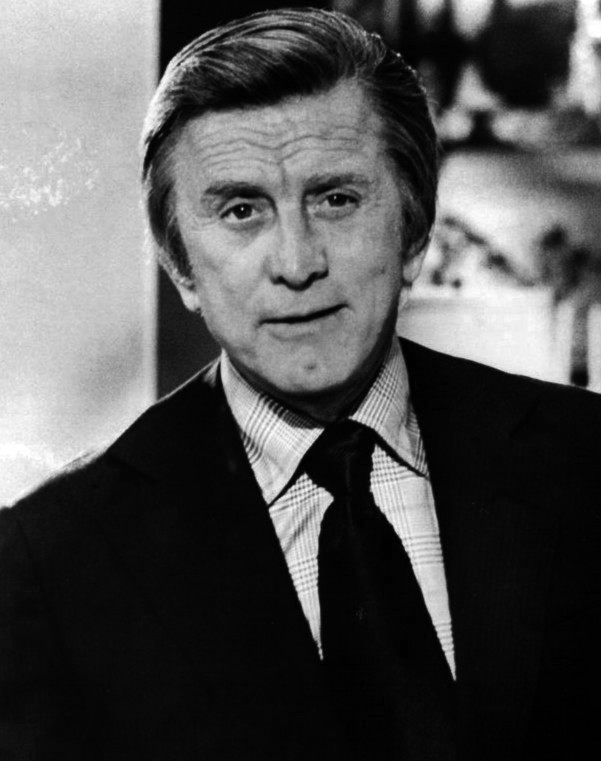
Kirk Douglas como anfitrión de The Tonight Show en 1975

En la década de 1970, el actor participó en proyectos de lo más variado, desde una película financiada por los jacarrillas (A Gunfight, 1971), hasta una producción yugoslava en la que participó tanto como productor como actor, Pata de palo (1973). Participó en varios proyectos cinematográficos (El día de los tramposos, La luz del fin del mundo, Un uomo de Rispettare) y televisivos, entre los que destacó su papel protagonista en Dr. Jekyll and Mr. Hyde, de la NBC.
El actor tocó fondo (en lo que a crítica y recaudación se refiere) con la producción italiana Holocausto 2000, en 1977, y cerró la década con The Villain, en 1979. En 1980, participó como protagonista en la última producción de Bryna, El final de la cuenta atrás. Ese mismo año, tras abandonar el rodaje de Acorralado, volvería a la escena teatral con su amigo Burt Lancaster, en la obra The Boys in Autumn, que interpretaron en San Francisco. A partir de 1980, disminuyó su actividad en el cine, si bien ocasionalmente trabajó para directores de renombre, como John Landis (Óscar ¡quita las manos!, 1991) y Fred Schepisi (Cosas de familia, 2003). En 1985, Douglas volvió a formar equipo con Lancaster, protagonizando la gala de entrega de los Oscar, lo que inspiró la película Otra ciudad, otra ley (1986), que James Orr y James Cruikshank decidieron escribir al ver al dúo de actores en el escenario, entregando a ambos los papeles protagonistas.
La década de los noventa únicamente reservaba a Douglas cuatro papeles en películas menores, que serían Bienvenido a Veraz (1991), Óscar ¡quita las manos! (1991), Greedy (1994) y Diamonds (1999).

### Televisión
El primer trabajo de Douglas para televisión fue en 1973, a la edad de cincuenta y siete años, cuando el actor ya había dejado atrás su momento dorado en la gran pantalla. Protagonizó una versión musical de Dr. Jekyll and Mr. Hyde, emitido por la NBC, rodado en Inglaterra junto con Michael Redgrave, Stanley Holloway y Donald Pleasence. También rodada en Inglaterra fue la siguiente película de televisión en la que Douglas participó, Cat and Mouse (1974), dirigida por Daniel Petrie, en la que Douglas dio vida a un fracasado maestro canadiense llamado George Anderson.[cita requerida]
En 1975 y de vuelta en Hollywood, participó en la miniserie de la NBC The Moneychangers, basada en la novela de Arthur Hailey y dirigida por Boris Sagal, en la que dio vida a un director de banco. La serie fue, en 1977, candidata al Premio Emmy. Ese mismo año, el actor hizo un cameo en Victoria en Entebbe junto con Elizabeth Taylor, donde dio vida a un matrimonio judío superviviente del Holocausto.
Hubo que esperar hasta 1982 para volver a ver a Kirk Douglas en la televisión, y fue con la producción de la NBC Recuerdos de amor y odio, en la que Douglas interpretaba a un viudo neoyorquino superviviente del Holocausto que se reencuentra con la mujer (Chana Edén) que amó de adolescente, durante la Segunda Guerra Mundial.. En 1984, Douglas cambió a la HBO y, junto con su productora Bryna, trabajó en Draw!, un western tradicional dirigido por Steven H. Stern.[cita requerida]
En 1985, protagonizó Amos (película), una producción de la CBS escrita por Richard Kramer y dirigida por Michael Tuchner, en la que Douglas interpretó a un octogenario que, tras sufrir un accidente en el que pierde a su mujer, destapa una red de corrupción en un centro de mayores donde queda recluido. Dos años más tarde, volvió a la pequeña pantalla protagonizando una adaptación de la novela de Michael Korda, Queenie, basada en la carrera de la actriz Merle Oberon. En 1988, protagonizó una versión televisiva de la NBC de La herencia del viento, en la que encarnó al fiscal Matthew Harrison Brady, el mítico papel de Fredric March en la película original de Stanley Kramer. La última aparición de Douglas en televisión fue con La última escapada, en 1994, de Tom McLoughlin, en la que Douglas interpretó a un viejo vendedor ambulante.

### Una carrera singular
Fue candidato en tres ocasiones a un premio Óscar de la Academia, aunque nunca lo ganó debido a sus tendencias políticas. Sin embargo, fue galardonado en 1996 con un Óscar honorífico, por sus cincuenta años de dedicación a la industria del cine.
Muchas películas en las que trabajó fueron épicas. La más famosa y destacable fue su actuación en Espartaco, de Stanley Kubrick, junto con las no menos magistrales actuaciones de Peter Ustinov, Charles Laughton, Laurence Olivier y Jean Simmons.

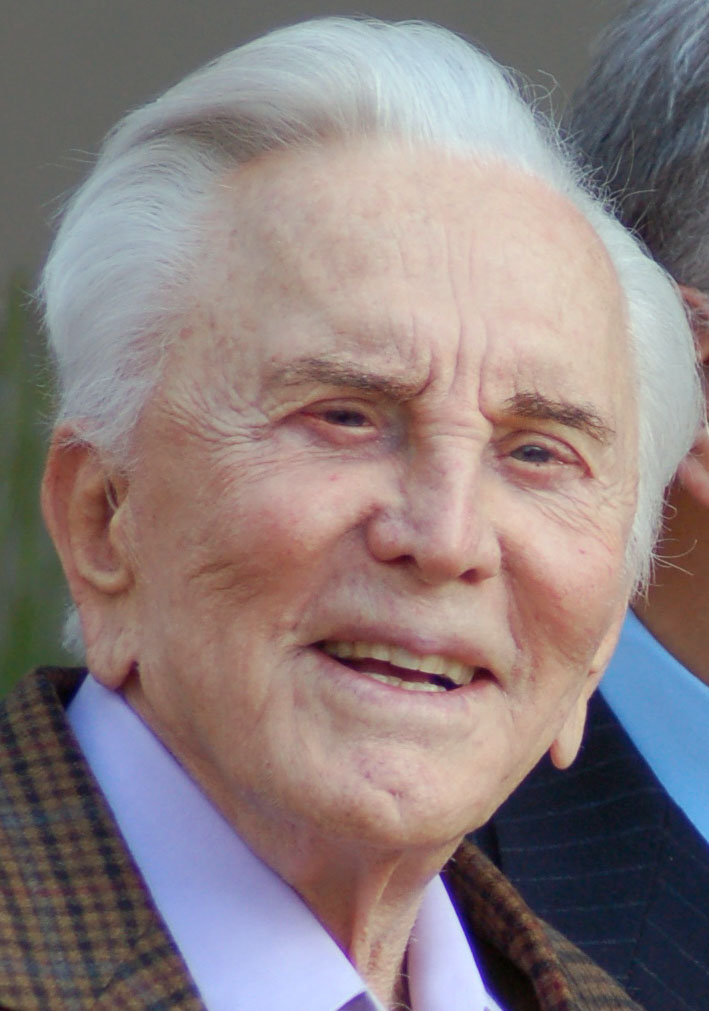
Douglas, en el 2011, a los noventa y cinco años

Otra de sus famosas actuaciones y por la que fue candidato al Mejor Actor por tercera vez fue en El loco del pelo rojo, donde caracterizó al pintor Vincent Van Gogh, al lado de Anthony Quinn, quien sí ganó la estatuilla, como Mejor Actor Secundario, por unos pocos minutos de actuación.[cita requerida]
Dio a cada uno de sus filmes una marca distintiva, por la fuerza de sus interpretaciones, y un renombre. Se decía de él que daba lo mejor de sí en papeles que requiriesen un temperamento fuerte o una poderosa presencia, y que, en actuaciones más simples, su trabajo resultaba forzado. Además, codirigió varias películas y sostuvo un singular pleito con Stanley Kubrick por la producción de algunas de sus películas, lo que le restó fuerza en Hollywood y de hecho le sesgó en todas las nominaciones a premios.[cita requerida]
Intervino tanto en comedias como en dramas y encarnó a personajes duros pero de fondo muy vulnerable: Champion (M. Robson, 1949), Brigada 21 (W. Wyler, 1951), Cautivos del mal (V. Minnelli, 1952), Otra ciudad, otra ley (J. Kanew, 1986), Oscar (J. Landis, 1991), Diamonds (1999). Participó en numerosas producciones para televisión, y en 1988 publicó su autobiografía, El hijo del trapero.
En 1996, la Academia le concedió el premio Óscar honorífico, en recuerdo del cincuenta aniversario de su debut en la gran pantalla. Douglas recibió el galardón de manos de Steven Spielberg. Douglas, que apenas podía hablar, dijo: «Veo a mis cuatro hijos. Están orgullosos del viejo hombre. Yo también estoy orgulloso. Orgulloso de haber sido parte de Hollywood durante cincuenta años».[cita requerida]
Fue uno de los actores más longevos de Hollywood. El 13 de febrero de 1991, sobrevivió a un accidente en helicóptero en el aeropuerto de Santa Paula (California), al chocar con una avioneta, accidente en el que fallecieron dos personas. En 1994, le sobrevino una trombosis leve que le provocó graves problemas psicomotores (paraplejia). En 1996, sufrió una apoplejía que le privó del habla y le dejó prácticamente paralizado. A pesar de ello, fue frecuente verlo junto con su hijo Michael Douglas en algunos eventos del medio.
En 1981, el presidente estadounidense Jimmy Carter le impuso la Medalla Presidencial de la Libertad, por «trabajar como emperador de buena voluntad» y «compartir con otros pueblos su amor por el cine y por su patria». En 1982, Douglas, centrado en su labor social, prestó declaración ante el Congreso para informar sobre conductas discriminatorias y maltrato a ancianos, tema sobre el que había escrito un editorial en el New York Times. Ese mismo año fue invitado por Muhammad Zia-ul-Haq, presidente de Pakistán, a visitar hospitales de la Cruz Roja y campos de refugiados afganos.
En 1983, ganó el Premio Jefferson por sus servicios a la comunidad, y en 1986, mientras presentaba los actos del centenario de la Estatua de la Libertad, fue galardonado con la Medalla de Honor de la Isla de Ellis, por «alcanzar el éxito sin dejar de defender los valores de su minoría». La Academia Estadounidense de Arte Dramático le galardonó con un premio en el que puede leerse: «Su talento empieza en la planta de sus pies y acaba en un espíritu que puede llegar más allá de las estrellas». Igualmente, en 1989, Douglas obtuvo el D. W. Griffith Career Achievement Award, y en 1991, el AFI Lifetime Achievement Award. Kirk Douglas fue también nombrado Caballero de la Legión de Honor en 1985, por sus servicios artísticos al país galo.

## Fallecimiento
El 5 de febrero de 2020, falleció a los 103 años, en Beverly Hills (California). La noticia fue confirmada por su hijo Michael Douglas a través de redes sociales:

Es con tremenda tristeza que mis hermanos y yo anunciamos que Kirk Douglas nos ha dejado hoy a los 103 años. Para el mundo era una leyenda, un actor de la era dorada de las películas que vivió hasta bien entrada su vejez, un humanitario cuyo compromiso con la justicia y con las causas en las que creía nos inspiró a todos. Pero para mí y mis hermanos, Joel y Peter, era simplemente un padre, para Catherine (Zeta-Jones) un fantástico suegro, para sus nietos y bisnieto su amado abuelo y para su esposa Anne, un marido maravilloso.

## Filmografía
- The Strange Love of Martha Ivers, 1946, de Lewis Milestone.
- Out of the Past, 1947, de Jacques Tourneur.
- A Electra le sienta bien el luto, 1947, de Dudley Nichols.
- Al volver a la vida, 1948, de Byron Haskin.
- Murallas humanas, 1948, de John M. Stahl.
- Mi querida secretaria, 1949, de Charles Martin.
- Carta a tres esposas, 1949, de Joseph L. Mankiewicz.
- Champion, 1949, de Mark Robson.
- Young Man with a Horn, 1949, de Michael Curtiz.
- The glass menagerie, 1950, de Irving Rapper.
- Camino de la horca, 1951, de Raoul Walsh.
- El gran carnaval, 1951, de Billy Wilder.
- Brigada 21, 1951, de William Wyler.
- La ley de la fuerza, 1952, de Felix Feist.
- Río de sangre, 1952, de Howard Hawks.
- Cautivos del mal, 1952, de Vincente Minnelli.
- Tres amores, 1953, de Vincente Minnelli y Gottfried Reinhardt, epis. Equilibrio.
- Hombres olvidados, 1953, de Edward Dmytryk.
- Acto de amor, 1953, de Anatole Litvak.
- Ulises, 1954, de Mario Camerini.
- Veinte mil leguas de viaje submarino, 1954, de Richard Fleischer.
- Hombres temerarios, 1955, de Henry Hathaway.
- La pradera sin ley, 1955, de King Vidor.
- Pacto de honor, 1955, de Andre de Toth.
- Lust for Life, 1956, de Vincente Minnelli.
- Intriga femenina, 1957, de H.C. Potter.
- Duelo de titanes, 1957, de John Sturges.
- Senderos de gloria, 1957, de Stanley Kubrick.
- Los vikingos, 1958, de Richard Fleischer.
- El último tren de Gun Hill, 1959, de John Sturges.
- El discípulo del diablo, 1959, de Guy Hamilton.
- Un extraño en mi vida, 1960, de Richard Quine.
- Espartaco, 1960, de Stanley Kubrick.
- Ciudad sin piedad, 1961, de Gottfried Reinhardt.
- El último atardecer, 1961, de Robert Aldrich.
- Los valientes andan solos, 1962, de David Miller.
- Dos semanas en otra ciudad, 1962, de Vincente Minnelli.
- The Hook,1963, de George Seaton.
- The List of Adrian Messenger, 1963, de John Huston.
- For Love or Money, 1963, de Michael Gordon.
- Siete días de mayo, 1964, de John Frankenheimer.
- In Harm's Way, 1965, de Otto Preminger.
- Los héroes de Telemark, 1965, de Anthony Mann.
- La sombra de un gigante, 1966, de Melville Shavelson.
- ¿Arde París?, 1966, de René Clément.
- Camino de Oregón, 1967, de Andrew V. McLaglen.
- Ataque al carro blindado, 1967, de Burt Kennedy.
- Sindicato de asesinos, 1968, de David Lowell Rich.
- Mafia, 1968, de Martin Ritt.
- El compromiso, 1969, de Elia Kazan.
- El día de los tramposos, 1970, de Joseph L. Mankiewicz
- Con los dedos cruzados, 1971, de Dick Clement.
- The Light at the Edge of the World, 1971, de Kevin Billington.
- El gran duelo, 1971, de Lamont Johnson.
- Un hombre a respetar, 1972, de Michele Lupo.
- Pata de palo, 1973, de él mismo.
- Los justicieros del Oeste, 1975, de él mismo.
- Jacqueline Susann's Once Is Not Enough, 1975, de Guy Green.
- Holocausto 2000, 1977, de Alberto De Martino.
- La furia, 1978, de Brian de Palma.
- Cactus Jack, 1979, de Hal Needham.
- Home Movies, 1979, de Brian De Palma.
- Saturno 3, 1980, de Stanley Donen.
- The Final Countdown, 1980, de Don Taylor.
- El hombre de río Nevado, 1982, de George Miller.
- La fuga de Eddie Macon, 1983, de Jeff Kanew.
- Desenfunda, 1984, de Steven Hilliard Stern.
- Tough Guys, 1986, de Jeff Kanew.
- Óscar, 1991, de John Landis.
- Bienvenido a Veraz, 1991, de Xavier Castaño.
- The Secret, 1992, de Karen Arthur.
- Greedy, 1994, de Jonathan Lynn.
- Diamonds, 1999, de John Asher.
- Cosas de familia, 2003, de Fred Schepisi.
- Illusion, 2005, de Michael A. Goorjian.
- Los Douglas, una dinastía en Hollywood, 2005, de Lee Grant.

## Premios y reconocimientos
- Douglas ha sido galardonado por gobiernos y organizaciones de varios países, como Francia, Italia, Portugal, Israel y Alemania.
- En 1957, ganó la Mejor Actor del Festival Internacional de Cine de San Sebastián por Los vikingos.[39]
- En 1958, se le concedió el título honorífico de doctor en Bellas Artes por la Universidad de San Lorenzo.[40]

- En 1981, Douglas recibió la Medalla Presidencial de la Libertad de manos de Jimmy Carter.[41]
- 1983, Premio S. Roger Horchow al Mayor Servicio Público de un Ciudadano Privado, un galardón otorgado anualmente por Premios Jefferson.[42]

- En 1984, fue incluido en el Salón de la Fama de los Intérpretes del Oeste en el National Cowboy & Western Heritage Museum de Oklahoma City, Oklahoma.[43]
- En 1990 recibió la Legión de Honor francesa por sus distinguidos servicios a Francia en las artes y las letras.[44]
- En 1991, recibió el AFI Life Achievement Award.[45]

- En 1994, los logros de Douglas en las artes escénicas se celebraron en Washington D. C., donde fue uno de los galardonados con los Kennedy Center Honors anuales.[46]
- En 1998, recibió el Screen Actors Guild Lifetime Achievement Award.[47]
- En 2002, recibió la Medalla Nacional de las Artes de manos de Presidente Bush.[44]

- En octubre de 2004, el International Film Society and Film Festival de la ciudad inauguró Kirk Douglas Way, una vía pública en Palm Springs, California.[48]

- Por su contribución a la industria cinematográfica, Douglas tiene una estrella en el Paseo de la Fama de Hollywood, en el número 6263 de Hollywood Blvd. Es una de las pocas personalidades (junto con James Stewart, Gregory Peck y Gene Autry) cuya estrella ha sido robada y posteriormente reemplazada.[49]

Globos de Oro
- En 1968 Premio Cecil B. DeMille a la Trayectoria[50]
- En 1957, Lust for Life ganó el premio al mejor actor de drama.

Premios del Sindicato de Actores de la Pantalla
- 1999 Lifetime Achievement Award[51]

Premios Britannia
- Premio BAFTA/LA 2009 a la Contribución Mundial al Entretenimiento Cinematográfico[52]

Festival Internacional de Cine de Berlín
- 2001 Oso de Oro Honorífico[53]

Premios César
- César Honorífico de 1980[54]

Festival de Cine de Hollywood
- Premio a la Trayectoria 1997[55]

National Board of Review
- Premio a la Trayectoria Profesional 1988[54]

Premio del Círculo de Críticos de Cine de Nueva York
- 1956 Lust for Life ganó el premio al Mejor Actor[56]

Desde 2006, el Festival Internacional de Cine de Santa Bárbara concede el Premio Kirk Douglas a la Excelencia Cinematográfica en reconocimiento a toda una vida dedicada a la industria del cine. Entre los galardonados se encuentran Robert De Niro, Ed Harris, Harrison Ford, Michael Douglas, Hugh Jackman y Judi Dench. El premio suele entregarse a actores, aunque también se ha otorgado a los directores Quentin Tarantino y Martin Scorsese. En 2015, se le puso el sobrenombre de Douglas a una estrella en el Registro Internacional de Estrellas para conmemorar su 99 cumpleaños.
Premios Óscar
| Año  | Categoría        | Película              | Resultado |
| ---- | ---------------- | --------------------- | --------- |
| 1950 | Mejor actor      | Champion              | Nominado  |
| 1953 | Mejor actor      | Cautivos del mal      | Nominado  |
| 1957 | Mejor actor      | El loco del pelo rojo | Nominado  |
| 1996 | Óscar honorífico | Óscar honorífico      | Ganador   |

Festival Internacional de Cine de San Sebastián
| Año  | Categoría                                  | Película     | Resultado |
| ---- | ------------------------------------------ | ------------ | --------- |
| 1958 | Premio Zulueta de interpretación masculina | Los vikingos | Ganador   |

Premios San Jorge
| Año  | Categoría   | Película    | Resultado |
| ---- | ----------- | ----------- | --------- |
| 1957 | Mejor actor | The Juggler | Ganador   |